# Куп шест америчких нација
Куп шест америчких нација (енгл. Americas' Six Nations) познато и као Америчко рагби првенство (енгл. Americas Rugby Championship) је рагби 15 такмичење које се одржава сваке године, у коме учествују репрезентација Канаде, репрезентација Чилеа, репрезентација Уругваја, репрезентација Сједињених Америчких Држава, репрезентација Бразила и резервна репрезентација Аргентине. Формат такмичења је јако сличан европском купу шест нација. 

## O такмичењу
Утакмице се играју у фебруару и марту. За победу се добија 4 бода, за нерешено 2 бода, 1 бонус бод се добија за 4 или више постигнутих есеја на мечу и 1 бонус бод за пораз мањи од 8 поена разлике. 
Учесници
- Чиле
- Уругвај
- Бразил
- Канада
- САД
- Резервна селекција Аргентине

## Историја
Листа освајача
- 2009. Аргентина резерве
- 2010. Аргентина резерве
- 2011. Није се играло због Мондијала
- 2012. Аргентина резерве
- 2013. Аргентина резерве
- 2014. Аргентина резерве
- 2015. Није се играло због Мондијала
- 2016. Аргентина резерве
- 2017. САД

| Клуб              | Шампион | Вицешампион |  |
| ----------------- | ------- | ----------- |  |
| Аргентина резерве | 6       | 1           |  |
| Бразил            | 0       | 0           |  |
| Канада            | 0       | 3           |  |
| Чиле              | 0       | 0           |  |
| САД               | 1       | 3           |  |
| Уругвај           | 0       | 0           |  |